# Надруж (Куявсько-Поморське воєводство)
Надруж (пол. Nadróż, нім. Lichtenacker) — село в Польщі, у гміні Роґово Рипінського повіту Куявсько-Поморського воєводства.
Населення — 566 осіб (2011).
У 1975-1998 роках село належало до Влоцлавського воєводства.

## Демографія
Демографічна структура станом на 31 березня 2011 року:
|          | Загалом | Допрацездатний вік | Працездатний вік | Постпрацездатний вік |
| -------- | ------- | ------------------ | ---------------- | -------------------- |
| Чоловіки | 276     | 62                 | 189              | 25                   |
| Жінки    | 290     | 66                 | 164              | 60                   |
| Разом    | 566     | 128                | 353              | 85                   |